# Manoel Allemão
Manoel Allemão (Manoel Freire Allemão, fallecido en 1863) fue un prolífico botánico brasileño. Su tío Francisco Freire Allemão e Cysneiro (1797-1872) también fue destacado científico de Brasil.

## Algunas publicaciones
- 1862. Considerações sobre as plantas medicinaes da flora Caerense. 47 pp.

- La abreviatura «M.Allemão» se emplea para indicar a Manoel Allemão como autoridad en la descripción y clasificación científica de los vegetales.[1]